# Liste der indischen Hochkommissare in Tansania
Der Indian High Commissioner to Tanzania ist ein Hochkommissar und leitet die indische Auslandsvertretung in Daressalam.
Die Indian High Commission befindet sich in 82, Kinondoni Road, Daressalam, Tansania.
Bis 1987 konnten die indischen Hochkommissare in Daressalam regelmäßig auch einen Letter of Commission für Victoria (Seychellen) vorweisen.
| Ernannt / Akkreditiert | Leiter der Mission            | Bemerkungen | ernannt während der Regierung von | nächst der Regierung von | Posten verlassen |
| ---------------------- | ----------------------------- | --- | --------------------------------- | ------------------------ | ---------------- |
| 1. Nov. 1961           | Mullath Aravindakshan Vellodi | | Jawaharlal Nehru                  | Julius Nyerere           | 1. Sep. 1962     |
| Dez. 1962              | Ram Sathe                     | | Jawaharlal Nehru                  | Julius Nyerere           | Dez. 1964        |
| Juli 1965              | N. V. Rao                     | | Lal Bahadur Shastri               | Julius Nyerere           | 11. Jan. 1967    |
| Jan. 1968              | V. C. Vijayaraghavan          | 1954–1957: First Secretary Wien, 1958: India’s Trade Attache, 1959: Acting High Commissioner for India in Ceylon, 1963: India’s Deputy High Commissioner in Karatschi, 1964–1966 Generalkonsul in Frankfurt am Main. | Indira Gandhi                     | Julius Nyerere           | 1. Nov. 1970     |
| Dez. 1970              | Jagat Singh Mehta             | | Indira Gandhi                     | Julius Nyerere           | 1. Apr. 1974     |
| 1. Sep. 1974           | Krishna Dayal Sharma          | (* 6. September 1931) Sohn von P.D. Sharma; verheiratet mit Veena zwei Söhne. | Indira Gandhi                     | Julius Nyerere           | Juli 1978        |
| 1. Aug. 1978           | Alfred Sylvester Gonsalves    | | Morarji Desai                     | Julius Nyerere           | 1. Okt. 1981     |
| 1. Nov. 1981           | Preet Mohan Singh Malik       | | Indira Gandhi                     | Julius Nyerere           | Juli 1983        |
| Feb. 1984              | Chandrashekhar Dasgupta       | | Rajiv Gandhi                      | Julius Nyerere           | Juli 1986        |
| 1. Aug. 1986           | Hardev Bhalla                 | (* 5. März 1936 in Neu-Delhi) Sohn von V. Bhalla und D.S. Bhalla; 12. März 1990 bis 31. März 1994: Botschafter in Lissabon.                                                                                          | Rajiv Gandhi                      | Ali Hassan Mwinyi        | Jan. 1990        |
| Feb. 1990              | Sharad K. Bhatnagar           | | Chandra Shekhar                   | Ali Hassan Mwinyi        | Dez. 1993        |
| 1. Aug. 1994           | Om Prakash Gupta              | | P. V. Narasimha Rao               | Ali Hassan Mwinyi        | Jan. 1998        |
| Mai 1998               | Virendra Gupta                | | Atal Bihari Vajpayee              | Benjamin William Mkapa   | Juli 2001        |
| 1. Aug. 2001           | Dinesh Kumar Jain             | | Atal Bihari Vajpayee              | Benjamin William Mkapa   | 1. Nov. 2004     |
| Dez. 2004              | Debashish Chakravarti         | Botschafter in Dublin | Manmohan Singh                    | Benjamin William Mkapa   | 29. Juni 1905    |
| 1. Aug. 2007           | Kocheril Velayudhan Bhagirath | | Manmohan Singh                    | Jakaya Kikwete           | 1. Dez. 2011     |
| Juli 2012              | Debnath Shaw                  | (21. Juli 1955) | Manmohan Singh                    | Jakaya Kikwete           |                  |